# Liste der Nummer-eins-Hits in Japan (1970)
Die Liste der japanischen Nummer-eins-Hits enthält die Daten vom 1. Januar 1970 bis zum 31. Dezember 1970. Die letzte Woche im Jahr fällt mit der ersten Woche des neuen Jahres zusammen. Angegeben sind die Verkaufszahlen der jeweiligen Nummer 1 in ihrer Woche. Alle Angaben basieren auf den offiziellen japanischen Charts von Oricon.

| ← 1969 ← | Liste der Nummer-eins-Hits in Japan | Liste der Nummer-eins-Hits in Japan | Liste der Nummer-eins-Hits in Japan | 1971 →                    |
| \| Zeitraum \| Wo. ges. \| Interpret \| Titel Autor(en) \| Zusätzliche Informationen \| \| (Zeitraum, Wochen auf Platz eins, Interpret, Titel, Autor[en], zusätzliche Informationen) \| \| \| \| \| \| ----------------------------------------------------------------------------------------- \| -------- \| ------------------------------ \| ---------------------------- \| ------------------------- \| \| 10. November 1969 – 15. Februar 1970 14 Wochen \| 14 \| Osamu Minagawa \| Kuroneko no Tango \| – \| \| 16. Februar 1970 – 8. März 1970 3 Wochen \| 3 \| Hiroshi Uchiyamada & Cool Five \| Awazu ni Aishite \| – \| \| 9. März 1970 – 29. März 1970 3 Wochen \| 3 \| Kayoko Moriyama \| Shiroi Chō no Samba \| – \| \| 30. März 1970 – 24. Mai 1970 8 Wochen \| 8 \| Keiko Fuji \| Onna no Blues \| – \| \| 25. Mai 1970 – 2. August 1970 10 Wochen \| 10 \| Keiko Fuji \| Keiko no Yume wa Yoru Hiraku \| – \| \| 3. August 1970 – 6. September 1970 5 Wochen \| 5 \| Hide & Rosanna \| Ai wa Kizutsuki Yasuku \| – \| \| 7. September 1970 – 18. Oktober 1970 6 Wochen \| 6 \| Saori Yuki \| Tegami \| – \| \| 19. Oktober 1970 – 8. November 1970 3 Wochen \| 3 \| Jerry Wallace \| The Lovers of the World \| – \| \| 9. November 1970 – 3. Januar 1971 8 Wochen \| 8 \| Yūko Nagisa \| Kyōto no Koi \| – \| |                                     |                                     |                                     |                           |
| ← 1969 |                                     |                                     |                                     | → 1971 →                  |
| Zeitraum | Wo. ges.                            | Interpret                           | Titel Autor(en)                     | Zusätzliche Informationen |
| (Zeitraum, Wochen auf Platz eins, Interpret, Titel, Autor[en], zusätzliche Informationen) |                                     |                                     |                                     |                           |
| 10. November 1969 – 15. Februar 1970 14 Wochen | 14                                  | Osamu Minagawa                      | Kuroneko no Tango                   | –                         |
| 16. Februar 1970 – 8. März 1970 3 Wochen | 3                                   | Hiroshi Uchiyamada & Cool Five      | Awazu ni Aishite                    | –                         |
| 9. März 1970 – 29. März 1970 3 Wochen | 3                                   | Kayoko Moriyama                     | Shiroi Chō no Samba                 | –                         |
| 30. März 1970 – 24. Mai 1970 8 Wochen | 8                                   | Keiko Fuji                          | Onna no Blues                       | –                         |
| 25. Mai 1970 – 2. August 1970 10 Wochen | 10                                  | Keiko Fuji                          | Keiko no Yume wa Yoru Hiraku        | –                         |
| 3. August 1970 – 6. September 1970 5 Wochen | 5                                   | Hide & Rosanna                      | Ai wa Kizutsuki Yasuku              | –                         |
| 7. September 1970 – 18. Oktober 1970 6 Wochen | 6                                   | Saori Yuki                          | Tegami                              | –                         |
| 19. Oktober 1970 – 8. November 1970 3 Wochen | 3                                   | Jerry Wallace                       | The Lovers of the World             | –                         |
| 9. November 1970 – 3. Januar 1971 8 Wochen | 8                                   | Yūko Nagisa                         | Kyōto no Koi                        | –                         |